# 부산영어방송재단
재단법인 부산영어방송재단(애칭 BeFM, Busan English Broadcasting)은 부산광역시와 그 인근을 가청권으로 하는 대한민국의 영어 전문 공익 FM 라디오 방송국이다.

## 개요
부산광역시에서 6억 5000만원, 국제방송교류재단과 부산은행, KNN, 부산대학교, 동서대학교에서 공동으로 8억 5000만 원을 출자하여 총 15억 원의 지원금으로 방송국을 설립하여 2009년 2월 27일에 개국하였다. 부산영어방송재단 이사장은 부산광역시 행정부시장이다. 부산에 거주하는 내외국인에게 부산에 관한 정보를 영어로 제공하고 있다. 아리랑 라디오와 네트워크를 구성하여 하루 24시간 방송을 하고 있다. 본사는 부산광역시 해운대구에 위치하고 있다.

## 연혁
- 2008년 10월 6일: 부산영어방송 설립
- 2008년 12월 3일: 부산영어방송 허가
- 2009년 2월 27일: 부산영어방송 개국 (황령산송신소, FM 90.5㎒, 1㎾)
- 2010년 9월 23일: 모바일 애플리케이션 방송 실시 (안드로이드폰, 아이폰)
- 2013년 10월 28일: 부산영어방송 중국어방송 개시
- 2015년 2월 2일: 방송보조국 3국(기장, 정관, 녹산) 설치 FM 103.3㎒
- 2016년 5월 29일: 부산영어방송 베트남어 방송 개시
- 2018년 1월 1일 : 아리랑 라디오 네트워크 잠정 중단, TBS eFM 네트워크 단독 체제 변경
- 2024년 9월 9일 : TBS eFM 네트워크 체제 중단, 아리랑 라디오 네트워크 체제 변경

## 방송국 허가내용
- 허가연월일: 2008년 12월 3일
- 허가번호: 11-2008-01-0002550호
- 시설자의 명: 부산영어방송재단
- 방송국의 명칭: 부산영어FM방송국
- 무선설비의 설치장소
  - 연주소: 부산광역시 해운대구 센텀동로 41 센텀벤처타운 4층
  - 송신소: 부산광역시 연제구 연산2동 산181-3 (KNN 황령산 송신소)
- 호출부호: HLSX-FM
- 주파수: (주)FM 90.5㎒, (보조)FM 103.3㎒
- 전파의 형식: 260KF8EHF
- 점유주파수대폭: 260㎑
- 공중선전력: 1㎾(실효복사전력 1.95㎾)
- 방송구역: 부산광역시 일원 및 김해시,창원시 진해구 일부

### 방송 가청권역
- 부산광역시: 전 지역
- 김해시: 시내 전체, 주촌면 전 지역, 진례면 일부 (진영읍에서는 청취 불가)
- 창원시: 진해구 용원동, 안골동 전 지역
- 거제시: 옥포ㆍ장승포ㆍ일운면ㆍ장목면ㆍ하청면 전 지역, 동부면[1] ㆍ남부면[2] 일부지역

고현(수월동, 장평동 등), 거제면, 사등면, 하둔면에서는 전 지역 청취 불가.
- 양산시: 시내ㆍ동면 전 지역
- 통영시: 한산면 일부지역[3]
- 울산광역시: 울주군 일원, 시내 일부지역
- 밀양시: 삼랑진읍 일부지역

## 편성표

### 월요일~금요일
- 00:00 World Classics (RE) (월) , 4 Your Busan (RE) (화~금)
- 02:00 (Arirang Radio) Culture Crunch (RE)
- 03:00 (Arirang Radio) K-Poppin' (RE)
- 03:55 오늘의 회화 (화~금)
- 04:00 Hello, Vietnam (RE) (월) , 釜山华语知音 (RE) (화~금)
- 05:00 All-Star English 1부 (RE)
- 06:00 All-Star English 2부 (RE)
- 07:00 Morning Wave In Busan
- 09:00 (Arirang Radio) #DailyK
- 10:55 오늘의 회화
- 11:00 BeFM News(11)
- 11:05 Busan Worldwide
- 12:00 BeFM News(12)
- 12:05 Midday Mate
- 14:00 (Arirang Radio) H[a:rt] Attack
- 15:55 오늘의 회화
- 16:00 BeFM News(16)
- 16:05 4 Your Busan
- 18:00 BeFM News(18)
- 18:08 All-Star English
- 20:00 Busan Worldwide (RE)
- 21:00 Midday Mate (RE)
- 23:00 釜山华语知音

### 토요일
- 00:00	4 Your Busan (RE)
- 02:00 (Arirang Radio) Culture Crunch (RE)
- 03:00 (Arirang Radio) K-Poppin' (RE)
- 04:00	釜山华语知音 (RE)
- 05:00	All-Star English (RE)
- 07:00	World Classics
- 09:00	Weekly Review
- 10:00	News Rewind
- 11:00	Busan Worldwide
- 12:00	Midday Mate
- 14:00 (Arirang Radio) H[a:rt] Attack
- 16:00	4 Your Busan
- 18:00	Cine Concerto
- 20:00	Busan Worldwide (RE)
- 21:00	Midday Mate (RE)
- 23:00	Hello, Vietnam

### 일요일
- 00:00	World Classics (RE)
- 02:00 (Arirang Radio) Culture Crunch (RE)
- 03:00 (Arirang Radio) K-Poppin' (RE)
- 04:00	Hello, Vietnam (RE)
- 05:00	4 Your Busan (RE)
- 07:00	World Classics
- 09:00	Sunday Jukebox
- 11:00	BeFM School Reporters
- 12:00	Midday Mate
- 14:00 (Arirang Radio) H[a:rt] Attack
- 16:00	4 Your Busan
- 18:00	Cine Concerto
- 20:00	News Rewind (RE)
- 21:00	Midday Mate (RE)
- 23:00	Hello, Vietnam

## 같이 보기
- 아리랑 라디오